# 馬來西亞學生制服
本条目罗列了马来西亚学生制服样式：

## 馬來西亞公立學校制服
馬來西亞公立學校制服如下：
- 小學
  - 男孩
    - 白色襯衫搭配 
      - 深藍色短褲
      - 深藍色長褲

  - 女孩
    - 白色襯衫搭配深藍色背心連身裙

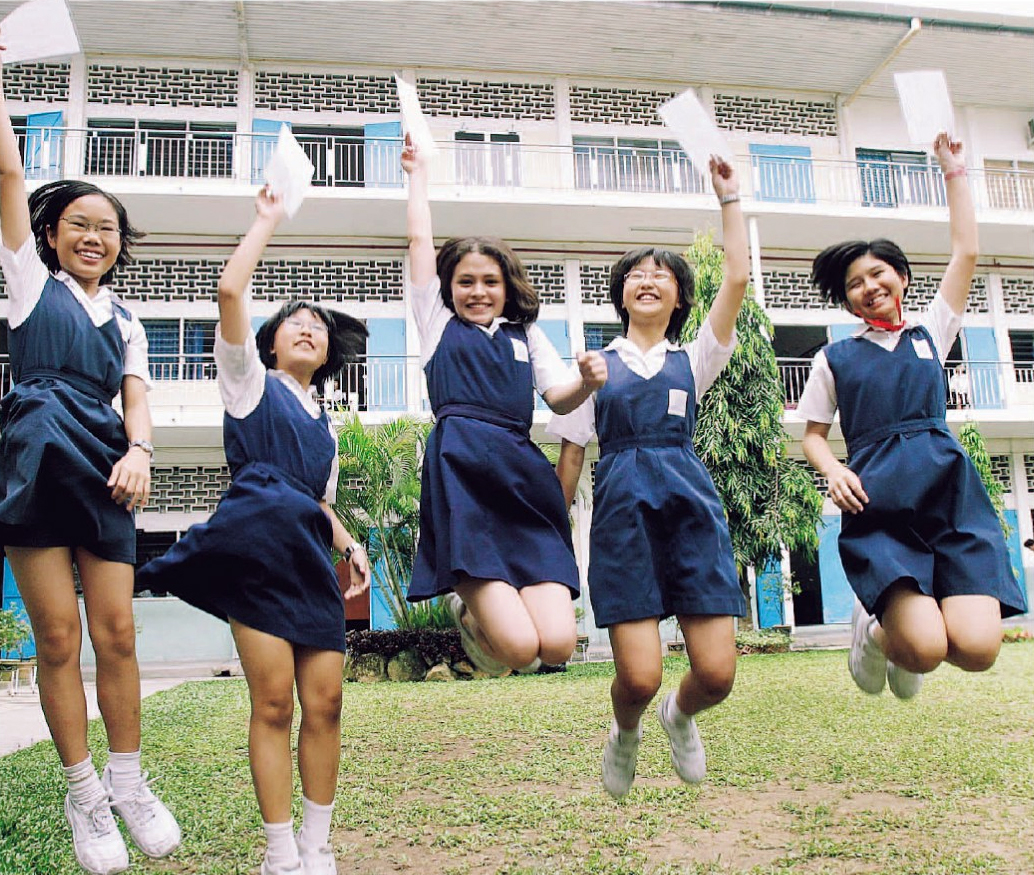
馬來西亞公立小學女生穿著制服

    - 白色笼装（束腰長袖上衣連頭巾）搭配深藍色長裙
- 中学
  - 男孩
    - 白色襯衫搭配
      - 深橄欖綠色長褲

  - 女孩
    - 白色襯衫搭配水藍色背心連身裙
    - 白色笼装（束腰長袖上衣連頭巾）搭配水藍色長裙，俗稱馬來裝。

在男學生的下半身穿著方面，穆斯林男孩幾乎都穿長褲，尤其是中學時。華人或印度裔男生會在小學和中學頭幾年會穿著短褲。
多數學校要求學生穿著白襪白鞋（有些學校則是要求學生穿黑襪黑鞋）。 

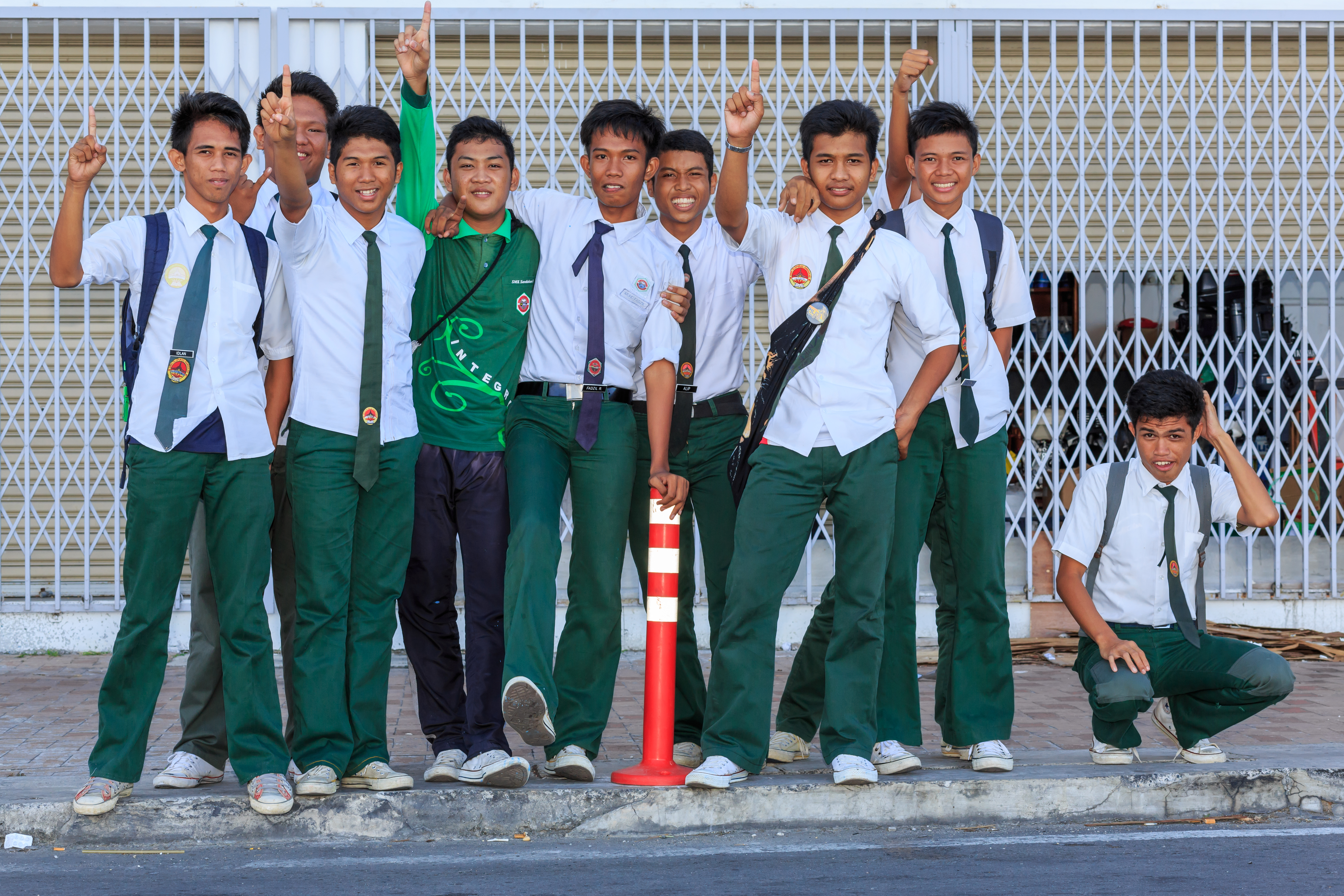
馬來西亞中學男生制服

## 馬來西亞其他學校制服

### 華文獨立中學
華文獨立中學簡稱「獨立中學」或「獨中」，是由馬來西亞華人民間贊助維持而籌辦的中學總稱，是馬來西亞特有的私人教育體制下的學校。
獨立中學的制服絕大多數都採用其他不同款式的制服，僅少數採用如同公立中學（國民中學或國民型华文中學）的基本款式。

### 私立學校
馬來西亞的私立學校則是有不同款式的制服，除了一般襯衫搭配裙子以外，有些學校上衣則是採用polo衫。